# کورتاتونه
کورتاتونه (به ایتالیایی: Curtatone) یک کومونه در ایتالیا است که در استان منتووا واقع شده‌است.

## خصوصیات
کورتاتونه ۶۷٫۵ کیلومترمربع مساحت و ۱۲٬۸۷۷ نفر جمعیت دارد و ۲۶ متر بالاتر از سطح دریا واقع شده‌است.